# 강병현 (1996년)
강병현(1996년 7월 7일)은 한국 프로 농구 고양 오리온 오리온스 소속 농구 선수이다. 포지션은 가드이며, 등 번호는 17번이다.
2018년 KBL 신인 드래프트에서 전체 25순위로 고양 오리온 오리온스에 지명되었다. 프로농구 창원 LG 세이커스의 강병현과는 동명이인과 동시에, 대학교도 같이 나온 것이 특징이다.

## 학력
- 김해동광초등학교
- 임호중학교
- 동아고등학교
- 중앙대학교

## 경력
- 2018년 ~ 현재 : 고양 오리온 오리온스